# Folicana rogenhoferi
Folicana rogenhoferi är en insektsart som beskrevs av Spångberg 1883. Folicana rogenhoferi ingår i släktet Folicana och familjen dvärgstritar. Inga underarter finns listade i Catalogue of Life.